# Edizioni di Carràmba! Che sorpresa
In questa voce sono elencate e descritte le edizioni del programma Carràmba! Che sorpresa e di Carràmba! Che fortuna, in onda su Rai 1 dal 1995 al 2009 con la conduzione di Raffaella Carrà.

## Prima edizione (1995-1996)
- Titolo: Carràmba! Che sorpresa
- Messa in onda: Giovedì in prima serata
- Presenze fisse: Gianfranco D'Angelo, Giorgio Comaschi
- Periodo: 21 dicembre 1995 - 15 febbraio 1996
- Numero di puntate: 9

La prima edizione ha inizio giovedì 21 dicembre 1995. La trasmissione vede il ritorno di Raffaella Carrà in Italia dopo diversi anni di programmi in Spagna.
| Puntata | Messa in onda    | Ospiti                                                                    | Telespettatori | Share  | Fonte |
| ------- | ---------------- | ------------------------------------------------------------------------- | -------------- | ------ | ----- |
| 1       | 21 dicembre 1995 | Heather Parisi, Antonello Venditti, Carlo Verdone                         | 9 469 000      | 36,81% | [ 1 ] |
| 2       | 28 dicembre 1995 | Massimo Boldi, Christian De Sica, Joaquin Cortes, Mel Gibson, Los Del Rio | 10 315 000     | 37,39% | [ 2 ] |
| 3       | 4 gennaio 1996   | Maria Grazia Cucinotta, Alain Delon                                       | 10 102 000     | 36,60% | [ 3 ] |
| 4       | 11 gennaio 1996  | Zucchero, Valeria Marini, Leo Gullotta                                    | 10 358 000     | 36,88% | [ 4 ] |
| 5       | 18 gennaio 1996  | Alba Parietti, Luca Carboni, Christopher Lambert                          | 10 324 000     | 37,69% | [ 5 ] |
| 6       | 25 gennaio 1996  | Gigi Proietti                                                             | 9 655 000      | 33,95% | [ 6 ] |
| 7       | 1º febbraio 1996 | Gianni Morandi                                                            | 11 291 000     | 39,98% | [ 7 ] |
| 8       | 8 febbraio 1996  | Neri per caso, Gina Lollobrigida                                          | 11 643 000     | 39,76% | [ 8 ] |
| 9       | 15 febbraio 1996 | Corrado, Gigi Sabani, Renato Zero, Edwige Fenech                          | 10 964 000     | 39,64% | [ 9 ] |

## Seconda edizione (1996-1997)
- Titolo: Carràmba! Che sorpresa
- Messa in onda: Sabato in prima serata
- Presenze fisse: Gianfranco D'Angelo, Giorgio Comaschi
- Periodo: 5 ottobre 1996 - 6 gennaio 1997
- Numero di puntate: 14

La seconda edizione vede per la prima volta il collegamento con la Lotteria Italia, terminando consequenzialmente il 6 gennaio con l'estrazione dei biglietti vincenti. La trasmissione si sposta al sabato ed è legata ad uno spin-off quotidiano condotto dalla stessa Carrà: 40 minuti con Raffaella. Questa edizione vede una puntata di Anteprima in onda il 27 settembre, condotta da Raffaella Carrà con Piero Chiambretti.
| Puntata | Data             | Ospiti                                                      | Telespettatori | Share  | Fonte  |
| ------- | ---------------- | ----------------------------------------------------------- | -------------- | ------ | ------ |
| 1       | 5 ottobre 1996   | Lucio Dalla, Gianfranco Funari                              | 8.999.000      | 37,87% | [ 10 ] |
| 2       | 12 ottobre 1996  | Ornella Muti, Giancarlo Magalli, Massimo Di Cataldo         | 9.570.000      | 40,80% |        |
| 3       | 19 ottobre 1996  | Antonello Venditti, Biagio Antonacci, Diego Abatantuono     | 9.339.000      | 39,54% |        |
| 4       | 26 ottobre 1996  | Ivana Spagna                                                |                |        |        |
| 5       | 2 novembre 1996  | Rita Pavone, I Pooh                                         | 10.069.000     | 45,18% | [ 11 ] |
| 6       | 9 novembre 1996  | Bruno Vespa, Raoul Bova                                     | 9.526.000      | 43,48% | [ 12 ] |
| 7       | 16 novembre 1996 | Raf, Kabir Bedi                                             | 9.348.000      | 41,19% | [ 13 ] |
| 8       | 23 novembre 1996 | Irene Grandi                                                | 9.413.000      |        | [ 14 ] |
| 9       | 30 novembre 1996 | Renzo Arbore, Renato Zero, Giorgio Panariello, Bruce Willis | 10.476.000     | 44,61% |        |
| 10      | 7 dicembre 1996  | Fiorello, Julio Iglesias                                    | 9.847.000      | 43,34% | [ 15 ] |
| 11      | 14 dicembre 1996 | Carlo Verdone, Claudio Baglioni, Christian De Sica          | 10.274.000     | 45,40% | [ 16 ] |
| 12      | 21 dicembre 1996 | Paola Barale, Eros Ramazzotti                               | 9.546.000      | 44,00% | [ 17 ] |
| 13      | 28 dicembre 1996 | Maria Grazia Cucinotta, Anna Falchi, Heather Parisi         | 9.996.000      | 42,49% | [ 18 ] |
| 14      | 6 gennaio 1997   | Katia Ricciarelli, Julio Iglesias, Renato Zero              | 12.677.000     | 49,25% | [ 19 ] |

## Terza edizione (1998)
- Titolo: Carràmba! Che sorpresa
- Messa in onda: Sabato in prima serata
- Presenze fisse: Walter Santillo
- Periodo: 8 gennaio 1998 - 2 aprile 1998
- Numero di puntate: 12

Questa edizione è in onda tra gennaio ed aprile 1998 ed è slegata dalla Lotteria Italia.
| Puntata | Data             | Ospiti                                                             | Telespettatori | Share  | Fonte  |
| ------- | ---------------- | ------------------------------------------------------------------ | -------------- | ------ | ------ |
| 1       | 8 gennaio 1998   | Little Tony, Max Pezzali, Nek                                      | 8 100 000      | 28,68% | [ 20 ] |
| 2       | 15 gennaio 1998  | Samuele Bersani, Sabrina Salerno, Rosita Celentano, Heather Parisi | 7 857 000      | 29,93% | [ 21 ] |
| 3       | 22 gennaio 1998  | Irene Grandi                                                       | 9 038 000      | 32,58% | [ 22 ] |
| 4       | 29 gennaio 1998  | Pooh, Massimo Di Cataldo                                           | 9 176 000      | 35,86% | [ 23 ] |
| 5       | 5 febbraio 1998  | Alessandro Greco, Robbie Williams                                  | 10 252 000     | 38,65% | [ 24 ] |
| 6       | 12 febbraio 1998 | Adriano Pappalardo                                                 | 7 765 000      | 29,32% | [ 25 ] |
| 7       | 19 febbraio 1998 | Christian De Sica, Valeria Marini, Giorgia                         | 7 730 000      | 31,62% | [ 26 ] |
| 8       | 5 marzo 1998     | Monica Bellucci, Lino Banfi, Barbara De Rossi, Eros Ramazzotti     | 7 888 000      | 31,67% | [ 27 ] |
| 9       | 12 marzo 1998    | Gianluca Grignani, Raoul Bova                                      | 7 599 000      | 28,43% | [ 28 ] |
| 10      | 19 marzo 1998    | Gianfranco D'Angelo, Massimo Lopez, Tony Hadley                    | 7 716 000      | 30,93% | [ 29 ] |
| 11      | 26 marzo 1998    | Diego Abatantuono, Ricky Martin, Silvio Orlando, Renato Zero       | 8 720 000      | 33,87% | [ 30 ] |
| 12      | 2 aprile 1998    | Massimo Boldi, Fiorello, Gianni Morandi, Backstreet Boys           | 8 168 000      | 31,78% | [ 31 ] |

## Quarta edizione (1998-1999)
- Titolo: Carràmba! Che fortuna
- Messa in onda: Sabato in prima serata
- Presenze fisse: Walter Santillo
- Periodo: 3 ottobre 1998 - 6 gennaio 1999
- Numero di puntate: 14

La quarta edizione di Carràmba è la prima ad essere sottotitolato "Che fortuna". Il programma è nuovamente legato alla Lotteria Italia e vede l'abbinamento di un quotidiano condotto da Raffaella Carrà: Centoventitré.
| Puntata | Messa in onda    | Ospiti | Telespettatori | Share  | Fonte  |
| ------- | ---------------- | --- | -------------- | ------ | ------ |
| 1       | 3 ottobre 1998   | Julio Iglesias, Ricky Martin, Carlo Verdone, Alberto Sordi, Valeria Marini, Giancarlo Magalli                                                                                              | 8.232.000      | 37,84% | [ 32 ] |
| 2       | 11 ottobre 1998  | Gloria Estefan, Tullio Solenghi, Valeria Mazza | 8.205.000      | 33,23% | [ 33 ] |
| 3       | 17 ottobre 1998  | Biagio Antonacci, Emilio Fede, Nek, Heather Parisi | 7.977.000      | 34,78% |        |
| 4       | 24 ottobre 1998  | Renato Zero, Francesca Neri, Diego Abatantuono, Cher | 8.666.000      | 36,47% |        |
| 5       | 31 ottobre 1998  | Giancarlo Magalli, Maria Grazia Cucinotta, Gianluca Grignani | 7.822.000      | 35,61% |        |
| 6       | 7 novembre 1998  | Max Pezzali, Nino D'Angelo | 7.993.000      | 34,65% |        |
| 7       | 14 novembre 1998 | Lello Arena, Giucas Casella, Rosanna Vaudetti, Gabriella Farinon, Peppi Franzelin, Alessandra Canale, Annamaria Gambineri, Mariolina Cannuli                                               | 8.516.000      | 37,24% |        |
| 8       | 21 novembre 1998 | Tiberio Timperi, Bruno Vespa, Zucchero, Marta Sanchez, Valeria Marini | 8.549.000      | 35,42% |        |
| 9       | 28 novembre 1998 | Pamela Prati, Phil Collins, Diego Armando Maradona | 10.300.000     | 41,04% |        |
| 10      | 5 dicembre 1998  | Alessandro Greco, Marisa Laurito, Milly Carlucci, Gigi Proietti, Delia Scala, Loretta Goggi, Heather Parisi, Andy Luotto, Nino Manfredi, Corrado, Anna Marchesini, Gigi Sabani, Lino Banfi | 9.499.000      | 41,19% |        |
| 11      | 12 dicembre 1998 | Leonardo Pieraccioni, Giorgio Panariello, Carlo Conti, Christian De Sica, Pamela Prati, Don Lurio, Michele Cucuzza                                                                         | 9.669.000      | 39,27% |        |
| 12      | 19 dicembre 1998 | Christian De Sica, Nino D'Angelo, Renato Zero | 8.728.000      | 37,80% |        |
| 13      | 26 dicembre 1998 | Silvan, Fiorello, Sabrina Salerno | 9.476.000      | 43,85% |        |
| 14      | 6 gennaio 1999   | Giorgio Panariello, Gianfranco D'Angelo, Nino D'Angelo | 12.547.000     | 53,57% | [ 34 ] |

## Quinta edizione (1999-2000)
- Titolo: Carràmba! Che fortuna
- Messa in onda: Sabato in prima serataù
- Presenze fisse: Walter Santillo
- Periodo: 2 ottobre 1999 - 6 gennaio 2000
- Numero di puntate: 14

Questa edizione è legato al quotidiano I Fantastici di Raffaella, condotto da Raffaella Carrà.
| Puntata | Messa in onda    | Ospiti                                                                                    | Telespettatori | Share  | Fonte  |
| ------- | ---------------- | ----------------------------------------------------------------------------------------- | -------------- | ------ | ------ |
| 1       | 2 ottobre 1999   | Amadeus, Antonello Venditti, Paolo Limiti, Andrea Bocelli, Elio, Claudia Pandolfi         | 7.798.000      |        |        |
| 2       | 9 ottobre 1999   | Fabrizio Frizzi, Marisa Laurito, Britney Spears                                           | 8.067.000      | 37,78% | [ 35 ] |
| 3       | 16 ottobre 1999  | Alessandra Canale, Lorella Cuccarini, Paola Perissi, Riccardo Rossi                       | 8.930.000      | 38,80% |        |
| 4       | 23 ottobre 1999  | Lucio Dalla, Simply Red, Barbara D'Urso                                                   | 8.802.000      | 37,60% |        |
| 5       | 30 ottobre 1999  | Anna Falchi, Maria Grazia Cucinotta                                                       | 8.886.000      | 38,92% |        |
| 6       | 6 novembre 1999  | Tina Turner, Michael Bolton, Anna Marchesini                                              | 9.006.000      | 39,30% |        |
| 7       | 14 novembre 1999 | Celine Dion, Mariah Carey                                                                 | 9.049.000      | 39,08% | [ 36 ] |
| 8       | 20 novembre 1999 | Geri Halliwell, Gianni Morandi, Renato Zero                                               | 8.812.000      | 37,10% |        |
| 9       | 27 novembre 1999 | Michele Cucuzza, Pamela Prati, Pino Insegno                                               | 9.042.000      | 37,70% |        |
| 10      | 4 dicembre 1999  | Lello Arena, Valeria Marini                                                               | 8.859.000      |        |        |
| 11      | 11 dicembre 1999 | Claudio Baglioni, Leonardo Pieraccioni, Enrico Papi, Anna Valle                           | 9.091.000      | 40,10% |        |
| 12      | 18 dicembre 1999 | Sandra Mondaini, Lello Arena, Zucchero, Claudia Gerini, Massimo Boldi, Nino D'Angelo      | 9.025.000      | 39,60% |        |
| 13      | 25 dicembre 1999 | Tullio Solenghi, Gianfranco D'Angelo, Milly Carlucci, Anna Marchesini                     | 7.696.000      | 37,20% |        |
| 14      | 6 gennaio 2000   | Giorgio Panariello, Leo Gullotta, Natalia Oreiro, Anna Marchesini, Maria Grazia Cucinotta | 12.206.000     | 50,45% | [ 37 ] |

## Sesta edizione (2000-2001)
- Titolo: Carràmba! Che fortuna
- Messa in onda: Sabato in prima serata
- Presenze fisse: Walter Santillo
- Periodo: 30 settembre 2000 - 6 gennaio 2001
- Numero di puntate: 15

| Puntata | Messa in onda     | Ospiti | Telespettatori | Telespettatori | Share | Fonte |
| Puntata | Messa in onda     | Ospiti | Prima parte    | Seconda parte  | Share | Fonte |
| ------- | ----------------- | --- | -------------- | -------------- | ----- | ----- |
| 1       | 30 settembre 2000 | Lunapop, Fiorello, Renato Zero                                                                                     | 8.362.000      | 8.362.000      |       |       |
| 2       | 7 ottobre 2000    | Anastacia, Fiorello, Maria Grazia Cucinotta, Vincenzo Salemme, Valeria Marini, Massimo Boldi                       | 8.327.000      | 8.327.000      |       |       |
| 3       | 14 ottobre 2000   | Gianni Morandi, Anna Falchi, Ornella Muti, Lello Arena                                                             | 7.804.000      | 7.804.000      |       |       |
| 4       | 21 ottobre 2000   | Nino D'Angelo, Amadeus, Fabrizio Frizzi, Giorgio Panariello, Gianfranco D'Angelo                                   | 7.798.000      | 7.798.000      |       |       |
| 5       | 28 ottobre 2000   | Monica Bellucci, Alex Britti, Nino D'Angelo                                                                        | 7.779.000      | 7.779.000      |       |       |
| 6       | 4 novembre 2000   | Massimo Lopez, Tiberio Timperi, Roberta Capua, Gigi D'Alessio, Adriana Volpe, Biagio Antonacci                     | 7.357.000      | 8.214.000      |       |       |
| 7       | 11 novembre 2000  | Michail Gorbaciov, Enrico Papi, Nek, Laura Freddi                                                                  | 7.263.000      | 7.566.000      |       |       |
| 8       | 18 novembre 2000  | Nino Manfredi, Matilde Brandi, Martina Colombari, Articolo 31                                                      | 8.097.000      | 7.923.000      |       |       |
| 9       | 25 novembre 2000  | Anna Falchi, Rosita Celentano, Laura Pausini, Bruno Vespa                                                          | 7.629.000      | 8.057.000      |       |       |
| 10      | 2 dicembre 2000   | Madonna, Iva Zanicchi, Pamela Prati, Claudia Gerini                                                                | 8.662.000      | 9.209.000      |       |       |
| 11      | 9 dicembre 2000   | Adriano Celentano, Giorgia Palmas, Alessio Boni, Andrea Bocelli                                                    | 7.719.000      | 8.494.000      |       |       |
| 12      | 16 dicembre 2000  | Veronica Pivetti, Sabrina Ferilli, Vincenzo Salemme, Massimo Boldi, Christian De Sica, Megan Gale, Eros Ramazzotti | 8.288.000      | 8.317.000      |       |       |
| 13      | 23 dicembre 2000  | Stefania Orlando, Michele Cucuzza, Francesco Totti, Anna Marchesini                                                | 8.789.000      | 8.204.000      |       |       |
| 14      | 30 dicembre 2000  | Massimo Ceccherini, Iva Zanicchi, Rosita Celentano, Leo Gullotta                                                   | 8.035.000      | 8.391.000      |       |       |
| 15      | 6 gennaio 2001    | Piero Chiambretti, Piero Pelù, Anna Marchesini, Fiorello                                                           | 9.246.000      | 10.078.000     |       |       |

## Settima edizione (2002)
- Titolo: Carràmba! Che sorpresa
- Messa in onda: Giovedì in prima serata
- Presenze fisse: Walter Santillo
- Periodo: 24 gennaio 2002 - 11 aprile 2002
- Numero di puntate: 11

Questa edizione torna al sottititolo originario (Che sorpresa) ed è l'ultima con questo sottotitolo, nonché la prima edizione, dopo diversi anni, ad essere slegata dalla lotteria, non andando in onda di sabato sera.
| Puntata | Messa in onda    | Ospiti                                                                         | Telespettatori | Share  | Fonte         |
| ------- | ---------------- | ------------------------------------------------------------------------------ | -------------- | ------ | ------------- |
| 1       | 24 gennaio 2002  | Renato Zero, Giorgio Panariello, Luca Zingaretti, Martina Colombari            | 10.388.000     | 39,19% | [ 38 ]        |
| 2       | 31 gennaio 2002  | Gigi D'Alessio, Nina Moric, Gigi Proietti                                      | 7.031.000      | 26,61% | [ 39 ] [ 40 ] |
| 3       | 7 febbraio 2002  | Biagio Antonacci, Geri Halliwell, Paola Barale, Laura Pausini, Sabrina Salerno | 7.838.000      | 31,17% | [ 41 ]        |
| 4       | 14 febbraio 2002 | Valeria Marini, Ivana Spagna, Rosita Celentano                                 | 6.728.000      | 26,48% | [ 42 ]        |
| 5       | 21 febbraio 2002 | Tiziano Ferro, Antonio Albanese, Claudio Amendola                              | 6.505.000      | 23,70% | [ 43 ]        |
| 6       | 28 febbraio 2002 | Anna Falchi, Elisa                                                             | 5.958.000      | 22,71% | [ 44 ]        |
| 7       | 15 marzo 2002    | Lello Arena, Silvan, Sabrina Ferilli, Alexia, Franco Califano                  | 5.517.000      | 23,84% | [ 45 ]        |
| 8       | 21 marzo 2002    | Simona Ventura, Anna Oxa, Gene Gnocchi                                         | 6.110.000      | 25,55% | [ 46 ]        |
| 9       | 28 marzo 2002    | Heather Parisi, Stefania Orlando, Enrico Brignano, Gianluca Grignani           | 6.470.000      | 28,36% | [ 47 ]        |
| 10      | 4 aprile 2002    | Paolo Bonolis, Giorgio Panariello, Franco Nero, Milly Carlucci, Luisa Corna    | 6.384.000      | 24,38% | [ 48 ]        |
| 11      | 11 aprile 2002   | Walter Veltroni, Gianfranco D'Angelo, Vittoria Belvedere                       | 5.709.000      | 21,52% | [ 49 ]        |

## Ottava edizione (2008-2009)
- Titolo: Carràmba! Che fortuna
- Messa in onda: Mercoledì in prima serata
- Presenze fisse: Walter Santillo, Gianni Boncompagni
- Periodo: 17 settembre 2008 - 6 gennaio 2009
- Numero di puntate: 13

Questa edizione vede il ritorno del programma dopo 6 anni di assenza, ed è l'ultima edizione del programma. Edizione collegata alla Lotteria Italia, pur non andando in onda di sabato sera.
| Puntata | Messa in onda     | Ospiti | Telespettatori | Share  | Fonte  |
| ------- | ----------------- | --- | -------------- | ------ | ------ |
| 1       | 17 settembre 2008 | Renato Zero, Giorgio Panariello, Ivana Spagna, Fiordaliso, Marcella Bella, Alexia                                    | 5.768.000      | 25,66% | [ 50 ] |
| 2       | 24 settembre 2008 | Lucia Ocone, Giusy Ferreri, Renzo Arbore, Violante Placido, Bianca Guaccero                                          | 5.611.000      | 22,87% | [ 51 ] |
| 3       | 1º ottobre 2008   | Flavio Insinna, Serena Autieri, Claudia Gerini, Michael Bolton                                                       | 5.396.000      | 21,72% | [ 52 ] |
| 4       | 8 ottobre 2008    | Gigi Proietti, Patty Pravo, Irene Ferri, Martina Colombari, Serena Rossi, Gabriella Germani                          | 5.618.000      | 23,11% | [ 53 ] |
| 5       | 22 ottobre 2008   | Sylvie Vartan, Cristiana Capotondi, Alessandra Mastronardi, Max Giusti, Gigi D'Alessio                               | 5.159.000      | 19,80% | [ 54 ] |
| 6       | 29 ottobre 2008   | Burt Bacharach, Alessandro Greco, Anna Falchi, Dario Vergassola                                                      | 4.768.000      | 18,66% | [ 55 ] |
| 7       | 5 novembre 2008   | Daniel Craig, Lello Arena, Anna Tatangelo, Brigitta Boccoli, Benedicta Boccoli, Roberta Lanfranchi, Enrico Montesano | 4.892.000      | 18,73% | [ 56 ] |
| 8       | 12 novembre 2008  | Tiziano Ferro, Antonello Venditti                                                                                    | 5.431.000      | 22,66% | [ 57 ] |
| 9       | 26 novembre 2008  | Simply Red, Giorgia, Christiane Filangieri, Manuela Arcuri                                                           | 5.164.000      | 19,77% | [ 58 ] |
| 10      | 2 dicembre 2008   | Leona Lewis Alex Del Piero, Francesco Totti, Laura Freddi, Paola e Chiara                                            | 5.286.000      | 21,17% | [ 59 ] |
| 11      | 10 dicembre 2008  | Lello Arena, Silvan, Laura Pausini, Miriana Trevisan, Maddalena Corvaglia, Irene Grandi                              | 5.343.000      | 21,11% | [ 60 ] |
| 12      | 17 dicembre 2008  | Tom Jones, Michelle Hunziker, Serena Rossi, Martina Colombari, Fabio De Luigi, Christian De Sica, Paolo Conticini    | 5.601.000      | 22,29% | [ 61 ] |
| 13      | 6 gennaio 2009    | Sabrina Ferilli, Gigi Proietti, Alessandro Greco, Manuela Arcuri, Gianni Morandi                                     | 6.348.000      | 31,67% | [ 62 ] |